# Registre national des lieux historiques dans le comté de Kern

Localisation du comté de Kern en Californie

Ceci est la liste des lieux historiques inscrits sur le registre national dans le comté de Kern en Californie.
C'est censé être une liste exhaustive des propriétés et des districts des lieux historiques du registre national dans le comté de Kern, en Californie. Les coordonnées de latitude et longitude sont fournies pour la plupart des propriétés et les districts du registre national ; ces localisations peuvent être aperçus sur Google Map.
Il y a 25 propriétés et districts répertoriés sur le registre national dans le comté, dont quatre monuments historiques nationauxl.

## Liste actuelle
| Position | ID       | Type | Nom                                                 | Localisation | Ville              | Date d'inscription | Image | Coordonnées                          | Description |
| -------- | -------- | ---- | --------------------------------------------------- | --- | ------------------ | ------------------ | ----- | ------------------------------------ | --- |
| 1        | 83001183 | NRHP | Bakersfield Californian Building (en)               | 1707 Eye St. | Bakersfield        | 10 mars 1983       |       | 35° 22′ 30″ nord, 119° 01′ 10″ ouest | |
| 2        | 75000431 | NRHP | Bandit Rock (en)                                    | Sud-ouest d'Inyokern près de la jonction de la CA 14 et la CA 178                                                                | Inyokern           | 31 octobre 1975    |       | 35° 35′ 28″ nord, 117° 56′ 56″ ouest | |
| 3        | 03000113 | NRHP | Burro Schmidt's Tunnel (en)                         | [ 1 ] | Ridgecrest         | 20 mars 2003       |       | 35° 24′ 38″ nord, 117° 52′ 34″ ouest | |
| 4        | 97000809 | NRHP | Errea House (en)                                    | 311 S. Green St. | Tehachapi          | 29 juillet 1997    |       | 35° 07′ 46″ nord, 118° 26′ 49″ ouest | |
| 5        | 79000478 | NRHP | First Baptist Church (en)                           | 1200 Truxtun Ave. | Bakersfield        | 2 janvier 1979     |       | 35° 22′ 26″ nord, 119° 00′ 54″ ouest | |
| 6        | 71000140 | HD   | Fort Tejon                                          | 3 milles (4,8 km) au nord-ouest de Lebec                                                                                         | Lebec              | 6 mai 1971         |       | 34° 52′ 23″ nord, 118° 53′ 45″ ouest | |
| 7        | 81000151 | NRHP | The Fort (en)                                       | Ash et Lincoln Sts. | Taft               | 22 juillet 1981    |       | 35° 09′ 02″ nord, 119° 27′ 54″ ouest | |
| 8        | 08001090 | NHL  | The Forty Acres (en)                                | 30168 Garces Highway | Delano             | 6 octobre 2008     |       | 35° 45′ 48″ nord, 119° 17′ 15″ ouest | |
| 9        | 89000204 | NRHP | Green Hotel (en)                                    | 530 James St. | Shafter            | 16 mars 1989       |       | 35° 30′ 06″ nord, 119° 17′ 06″ ouest | |
| 10       | 87000669 | NRHP | Courtlandt Gross House (en)                         | 18600 Courtlandt Ct. | Tehachapi          | 22 mars 1987       |       | 35° 05′ 20″ nord, 118° 31′ 31″ ouest | |
| 11       | 83001182 | NRHP | Jastro Building (en)                                | 1800 19th St. | Bakersfield        | 22 septembre 1983  |       | 35° 22′ 35″ nord, 119° 01′ 18″ ouest | |
| 12       | 81000150 | NRHP | Kern Branch, Beale Memorial Library (en)            | 1400 Baker St. | Bakersfield        | 1er avril 1981     |       | 35° 23′ 01″ nord, 118° 59′ 24″ ouest | |
| 13       | 72000225 | HD   | Last Chance Canyon                                  | Adresse restreinte | Johannesburg       | 5 décembre 1972    |       |                                      | |
| 14       | 80000803 | NRHP | Long Canyon Village Site (en)                       | Adresse restreinte | South Lake (en)    | 14 avril 1980      |       |                                      | |
| 15       | 15000715 | NRHP | National Farm Workers Association Headquarters (en) | 102 Albany St. | Delano             | 13 octobre 2015    |       | 35° 45′ 28″ nord, 119° 15′ 31″ ouest | |
| 16       | 11000576 | NHL  | Nuestra Senora Reina de la Paz                      | 29700 Woodford-Tehachapi Rd. | Keene              | 30 août 2011       |       | 35° 13′ 25″ nord, 118° 33′ 33″ ouest | designated a National Historic Landmark October 8, 2012                                                                   |
| 17       | 97001113 | NRHP | Ridge Route (en)                                    | Le long de Old Ridge Rte., pratiquement limité par Sandberg Canyon et Canton Canyon (s'étend aussi dans le comté de Los Angeles) | Castaic            | 25 septembre 1997  |       | 34° 37′ 56″ nord, 118° 41′ 49″ ouest | |
| 18       | 85002816 | NHL  | Rogers Dry Lake (en)                                | Edwards Air Force Base | Désert des Mojaves | 3 octobre 1985     |       | 34° 54′ 02″ nord, 117° 50′ 22″ ouest | |
| 19       | 82002187 | NRHP | Santa Fe Passenger and Freight Depot (en)           | 150 Central Valley Hwy. | Shafter            | 19 janvier 1982    |       | 35° 30′ 18″ nord, 119° 16′ 35″ ouest | |
| 20       | 97001211 | HD   | Shafter Research Station (en)                       | 17053 Shafter Ave. | Shafter            | 17 octobre 1997    |       | 35° 31′ 52″ nord, 119° 16′ 41″ ouest | |
| 21       | 99001263 | NRHP | Tehachapi Railroad Depot (en)                       | 101 W. Tehachapi Blvd. | Tehachapi          | 20 octobre 1999    |       | 35° 07′ 58″ nord, 118° 27′ 06″ ouest | Burned down in 2008, currently being rebuilt to the original design specifications (with minor code-required alterations) |
| 22       | 84000780 | NRHP | Tevis Block (en)                                    | 1712 19th St. | Bakersfield        | 29 mars 1984       |       | 35° 22′ 36″ nord, 119° 01′ 14″ ouest | |
| 23       | 66000210 | NHL  | Col Walker                                          | 60 milles (97 km) au nord-est de Bakersfield sur la CA 178                                                                       | Bakersfield        | 15 octobre 1966    |       | 35° 39′ 47″ nord, 118° 01′ 37″ ouest | |
| 24       | 97001188 | NRHP | Wasco Union High School Auditorium (en)             | 1900 Seventh St. | Wasco              | 30 septembre 1997  |       | 35° 35′ 41″ nord, 119° 20′ 44″ ouest | |
| 25       | 95001554 | NRHP | Weedpatch Camp (en)                                 | 8305 Sunset Blvd. | Bakersfield        | 22 janvier 1996    |       | 35° 13′ 23″ nord, 118° 54′ 20″ ouest | |